# Jerzy Stempowski

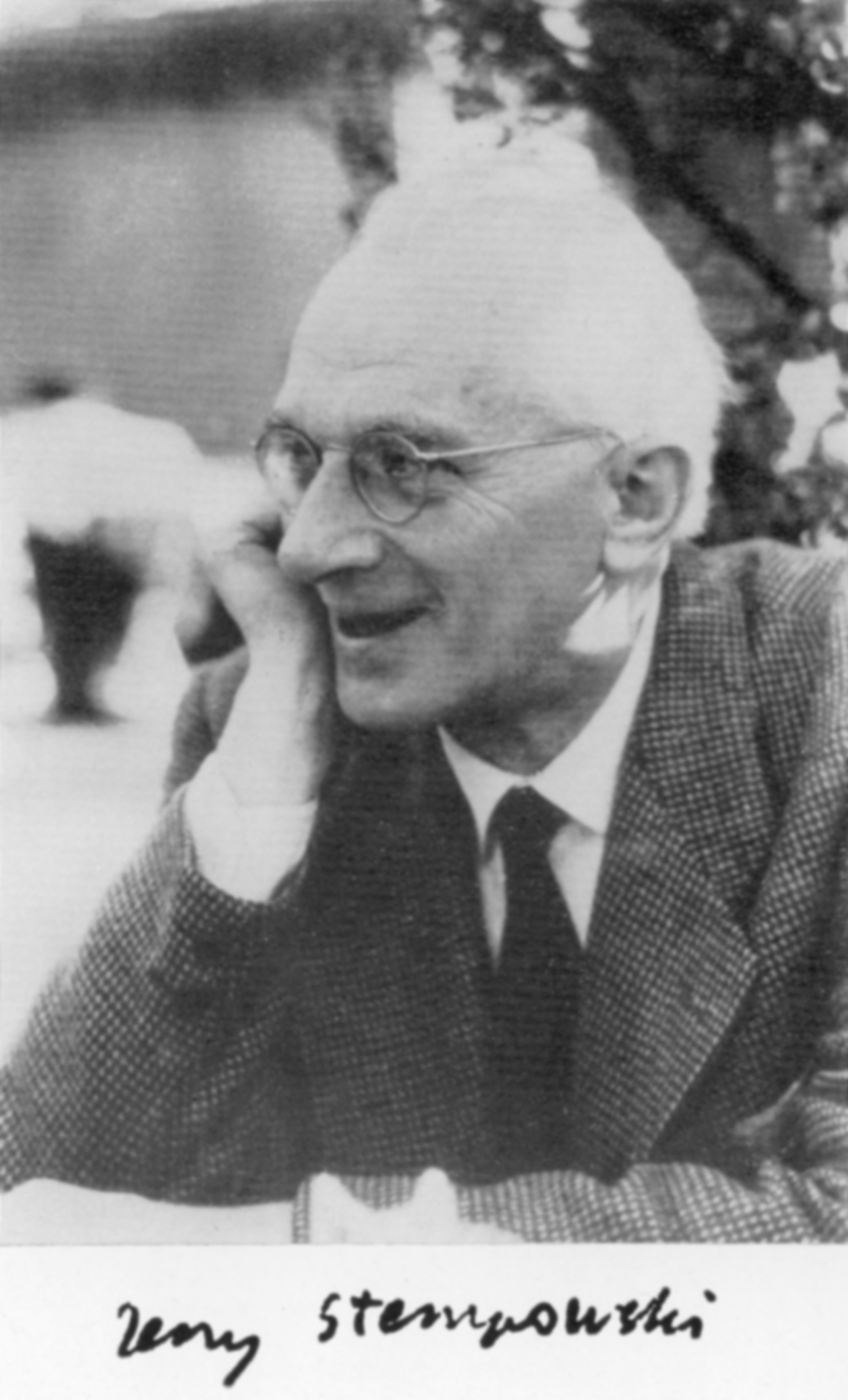
Jerzy Stempowski

Jerzy Stempowski (* 10. Dezember 1893 in Krakau, Österreich-Ungarn; † 4. Oktober 1969 in Bern) war ein polnischer Literaturkritiker, Übersetzer und Schriftsteller. Er gilt als einer der bedeutendsten polnischen Essayisten des 20. Jahrhunderts. Er veröffentlichte auch unter dem Pseudonym Paweł Hostowiec.

## Leben
Jerzy Stempowski stammt aus einer landadeligen Familie und ist der älteste Sohn des Publizisten, Übersetzers und sozialistischen Politikers Stanisław Stempowski (1870–1952), der für die Unabhängigkeit der Ukraine eintrat und 1920/21 Minister in der Regierung Symon Petljuras während der kurzlebigen Ukrainischen Volksrepublik war. Der Vater übersetzte Tolstoi, Tschechow und Saint-Exupéry ins Polnische. Über seine Mutter ist nichts bekannt. Jerzy Stempowski wuchs auf einem Landgut in Podolien am rechten Ufer des Dnjestr auf, dem ehemals polnischen Teil der Ukraine, wo die Stempowskis schon seit dem 17. Jahrhundert ansässig waren. Verschiedene Nationalitätengruppen lebten hier zusammen, es wurde Polnisch, Russisch, Ukrainisch und Jiddisch gesprochen. Im Bildungsbürgertum und beim Landadel war die französische Sprache und Kultur verbreitet. Stempowski selbst verfügte neben dem Polnischen über Kenntnisse des Griechischen, Lateinischen, Englischen, Französischen, Deutschen, Russischen und Ukrainischen.
Von 1911 bis 1913 studierte er Philosophie und Geschichte an der Jagiellonen-Universität in Krakau, anschließend Medizin in München, Philosophie und Literaturgeschichte in Genf und Zürich sowie zwischen 1916 und 1919 in Bern. 1915 arbeitete er in Zürich an einer Dissertation über antike und christliche Philosophiegeschichte und promovierte nach dem Ende des Ersten Weltkrieges. Die Schrift ist jedoch verlorengegangen. Er war ab 1917 Mitarbeiter der türkischen, ab 1919 der polnischen Gesandtschaft in Bern und arbeitete als Korrespondent für die polnische Nachrichtenagentur in Paris, Genf und Berlin. Laut Timothy Snyder wurde er in dieser Zeit mit den zeitgenössischen Kunstströmungen des italienischen Futurismus und des Dadaismus vertraut. Im Polnisch-Sowjetischen Krieg 1919–1921 sammelte er als reisender Journalist (unter dem Tarnnamen „Rajmond Nyhölm“) im Nahen Osten und im Kaukasus erstmals Informationen für den polnischen Geheimdienst. In den 1920er Jahren wurde er, wie sein Vater, aktiver Freimaurer.
1926 kam er nach Polen zurück, schloss sich dem eher kleinen Kreis Warschauer Intellektueller an, die – meist aus altem, kosmopolitisch denkendem Adel und klassisch gebildet – für eine liberaldemokratische und sozialistische Politik eintraten, und war unter anderem im diplomatischen Dienst tätig. Er unterhielt Beziehungen zu Intellektuellen und Politikern unter anderem aus der Ukraine und der Türkei und bemühte sich um eine Verständigung zwischen Polen, Ukrainern und Juden, u. a. durch die Unterstützung des sogenannten Wolhynien-Experiments der polnischen Regierung. Nach kurzer Zeit verließ er den Staatsdienst, da er das zunehmend autoritäre Regime unter Józef Piłsudski ablehnte; er schrieb fortan vor allem Theaterkritiken und Texte für das Feuilleton. Einflussreich wurde sein Essay Pan Jowialski i jego spakobiercy (1931; „Herr Jowialski und seine Erben“), der an der Oberfläche die Theaterstücke Aleksander Fredros besprach, tatsächlich aber Piłsudskis Politik kritisierte. Darin führte er aus, dass Handeln allein Ordnungsvorstellungen nicht ersetzen könne und Irrationalismus sich auf lange Sicht selbst besiege; er nannte den „großen Theaterdirektor“ (kaum verborgen, wer gemeint war) so „ungeduldig und eifersüchtig“ wie einen „Tyrannen“, da dessen irrationales Handeln für Fragilität und Unbeständigkeit sorge.
Zwischen 1935 und 1939 unterrichtete Stempowski am Staatlichen Institut für Theater in Krakau.

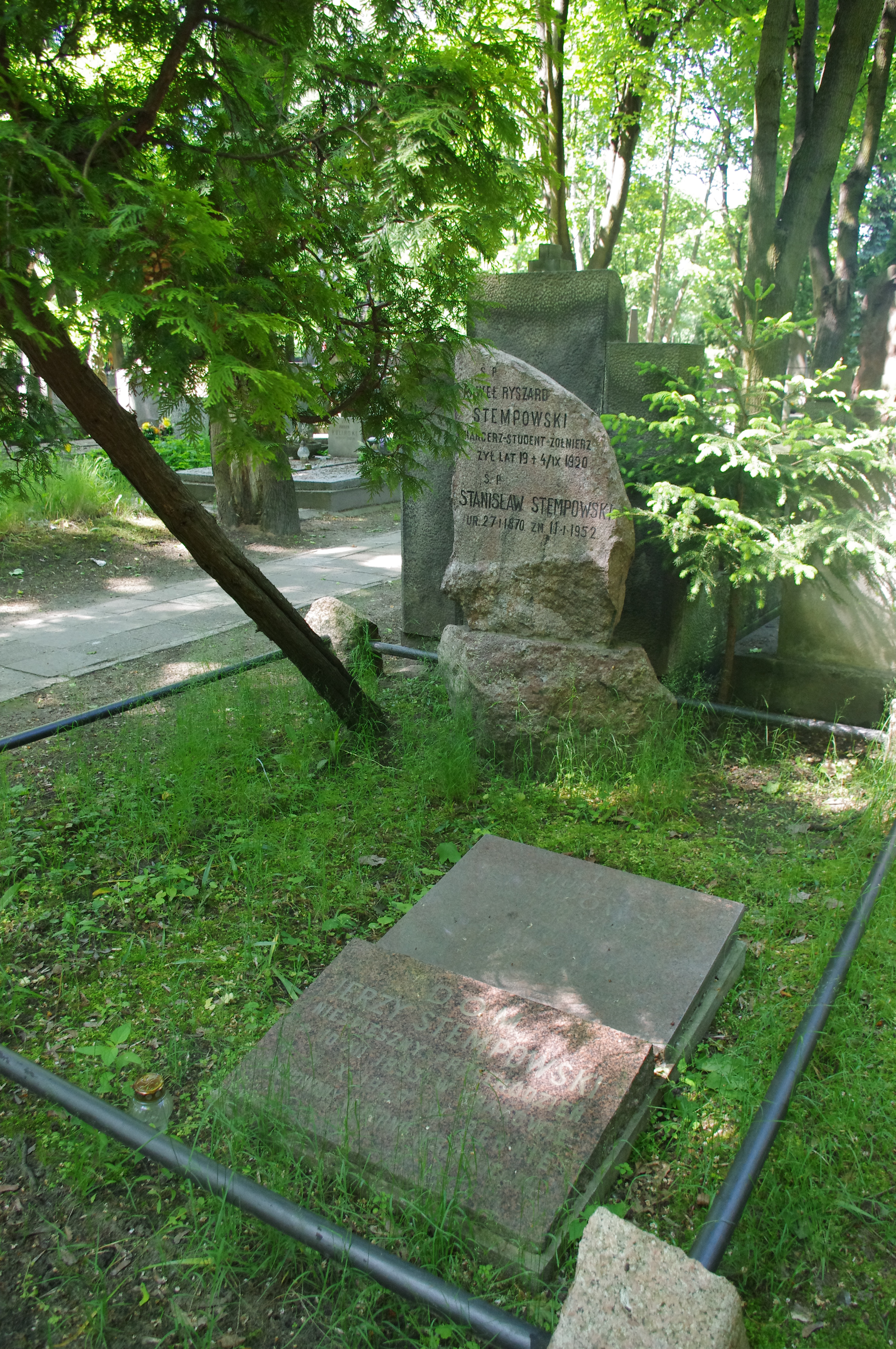
Grabstein auf dem Powązki-Friedhof

Nach dem deutschen Überfall auf Polen im Zweiten Weltkrieg floh er im September 1939 gemeinsam mit Stanisław Vincenz über die Grenze nach Ungarn in die Karpaten, wo er sich verbarg. Er schrieb darüber ein Essay, das in deutscher Übersetzung in dem Band Die Bibliothek der Schmuggler veröffentlicht ist. Im Frühjahr 1940 gelangte er über Jugoslawien und Italien in die Schweiz und ließ sich dort auf Einladung von Hans Zbinden nieder. Er lebte in Muri bei Bern, ab 1952 in Bern, und engagierte sich bis 1946 für polnische Flüchtlinge. Für die polnische Exilregierung in London verfasste er Berichte über die Situation im besetzten Polen. Nach Ende des Krieges kehrte er nicht mehr nach Polen zurück.
Ab 1947 arbeitete er dank der Unterstützung Jerzy Giedroycs fest für die polnische Exilzeitschrift Kultura; als einer der wichtigsten Autoren dort schrieb er Literatur- und Kulturkritiken sowie von 1954 bis 1969 unter dem Pseudonym Paweł Hostowiec die Kolumne Notatnik niespiesznego przechodnia (Notizen eines nicht beteiligten Passanten). Dabei war er insbesondere an der politischen Ausrichtung der Zeitschrift beteiligt und vertrat, wie schon in der Vorkriegszeit, mittels einer „östlichen Politik“ eine enge Verbindung mit den demokratischen Bewegungen der Nachbarregionen, insbesondere in Litauen, Weißrussland und der Ukraine, aufzubauen und die frühere polnische Ostpolitik zu hinterfragen. Seine Texte für das Feuilleton des Senders Radio Free Europe wurden gesammelt 1995 in Polen herausgegeben.
Jerzy Stempowski lebte bis zu seinem Tod allein und zurückgezogen in Bern. Ein Grabstein befindet sich auf dem Powązki-Friedhof in Warschau. Sein Nachlass gehört heute der Burgerbibliothek Bern (Unterdepot im Polenmuseum Rapperswil).

## Werk
Jerzy Stempowskis Werk umfasst Essays, biografische Erzählungen, Reisetagebücher und Briefe. Von Marcel Proust und Simone Weil beeinflusst, war er einer der ersten Schriftsteller, die die Form des Essays in die polnische Literatur einführten; auf ihn beziehen sich fast alle späteren polnischen Essayisten. Er schrieb auf Polnisch und Französisch.
Ein Hauptthema seiner Texte ist die Krise der europäischen Zivilisation, so in dem Essayband Eseje dla Kassandry (1960; in englischer Übersetzung: Essays for Cassandra, 1990), in dem er auch Schicksale jüdischer und nicht-jüdischer Intellektueller und Schriftsteller, die er zwischen den beiden Weltkriegen kennengelernt hatte, schilderte. Zusammen mit dem posthum veröffentlichten Band Od Berdycowa do Rzymu (1971; „Von Berdyczów nach Rom“) macht diese Sammlung etwa ein Viertel seiner an den unterschiedlichsten Stellen veröffentlichten Kurztexte zugänglich. Auf Deutsch erschien 1998 in der Übersetzung von Agnieszka Grzybkowska die Bibliothek der Schmuggler, das Tagebuch seiner Reise durch Deutschland und Österreich im Herbst 1945, und 2006 der Band Von Land zu Land. Essays eines Kosmopolen. Er enthält drei essayistische Erzählungen, die zwischen 1942 und 1964 entstanden, in denen sich Stempowski mit der kulturellen Vielfalt sowie dem ethnischen und konfessionellen Nebeneinander im östlichen Mitteleuropa zu Beginn des 20. Jahrhunderts beschäftigte. Die weiteren beiden Hauptthemen Stempowskis waren die Werte und Literatur der Antike und der Umgang des Menschen mit der Natur, die er melancholisch als – in Europa – weitgehend vom Menschen überformt beschrieb.
Stempowski hat den Ausdruck nähere oder kleine Heimat geprägt, ein Konzept, das mehr mit dem geografischen Raum als mit dem Verlauf politischer Grenzen und Nationalitäten zu tun hat. Stanisław Vinzenz, ebenfalls ein polnischer Exilschriftsteller, bezeichnete ihn daher als Kosmopole, da nach seiner Meinung „der echte Universalismus […] seine Nahrung aus dem Regionalen“ beziehe, und Jerzy Stempowski sich mit seinem Schreiben diesen Namen verdient habe.
Jerzy Stempowski korrespondierte unermüdlich mit polnischen und ukrainischen Intellektuellen und Schriftstellern, er hinterließ Tausende Briefe. Sein Briefwechsel von 1926 bis 1953 mit der Schriftstellerin Maria Dąbrowska, der Lebensgefährtin seines Vaters, wurde 2010 dreibändig in Polen verlegt. In einem Brief an Józef Wittlin wies er auf den Gewinn hin, den polnische Exilschriftsteller aus dem Wissen um ihre „Vorfahren und Vorgänger im Exil“ ziehen könnten.
Doch sein Projekt, eine Anthologie der Exilliteratur, beginnend bei der Verbannung Ovids, herauszugeben, mit der er „die Befreiung aus nationalen Mustern“ und die Annäherung von Schriftstellern an die Länder, in denen sie Exil fanden, befördern wollte, ist nie verwirklicht worden.
Als literarischer Übersetzer aus dem Russischen trat er mit der polnischen Fassung des Romans Doktor Schiwago von Boris Pasternak (Doktor Żywago) in Erscheinung, die 1959 unter seinem Pseudonym Paweł Hostowiec beim Pariser Verlag Instytut Literacki veröffentlicht wurde. 1981 wurde seine polnische Übersetzung von Alexander Solschenizyns Erzählungen Zwischenfall auf dem Bahnhof Kretschetowka (Zdarzenie na stacji Kreczetowka) verlegt.
2004 gab ein Schweizer Verlag ein bis dahin unveröffentlichtes Tagebuch von ihm heraus. Jerzy Stempowski hat es in französischer Sprache unter dem Titel Notes pour une ombre (Notizen für einen Schatten) geführt. Es besteht aus zwei Teilen, den ersten schrieb er in der Schweiz vom 28. August 1940 bis zum 10. Februar 1941, den zweiten auf einer Reise in die Dauphiné im Juli 1942. Er beleuchtete darin die politische Entwicklung in Europa und verband diese Episoden mit langen Briefen an eine geliebte Frau, Ludwika Rettingerowa, die starb, zu einem Prosatext. Sie ist der Schatten, den er zwischen den Welten der Lebenden und Toten wandern ließ.

## Auszeichnungen
Für seine auf Französisch verfassten Betrachtungen über Natur und Geschichte des Berner Oberlandes La terre bernoise, die Vergils Bucolica und Georgica aufgriffen und verarbeiteten, wurde ihm 1954 der Literaturpreis des Kantons Bern verliehen.

## Publikationen (Auswahl)
- Von Land zu Land. Essays eines Kosmopolen. Hrsg. von Basil Kerski, aus dem Polnischen von Agnieszka Grzybkowska. Friedenauer Presse, Berlin 2006, ISBN 3-932109-49-X
- Notes pour une ombre. Edition Noir sur Blanc, Montricher 2004, ISBN 978-2-88250-122-6.
- Das Bernerland. Aus dem Französischen übersetzt und herausgegeben von Hilde Fieguth. Verlag Hans Huber, Bern 2001, ISBN 978-3-456-83855-7.
- Bibliothek der Schmuggler. Auswahl von Essays, hrsg. von Basil Kerski, aus dem Polnischen von Agnieszka Grzybkowska. Rospo Verlag, Hamburg 1998, ISBN 3-930325-16-0.
- Die Polen in den Romanen Dostojewskijs (1931). Übersetzung aus dem Polnischen Renate Schmidgall. In: Marek Klecel: Polen zwischen Ost und West. Polnische Essays des 20. Jahrhunderts. Eine Anthologie. Suhrkamp, Frankfurt a. Main 1995, ISBN 978-3-518-40702-8, S. 97–120.

## Dokumentarfilm
- Tomasz Kaminski (Regie): Jerzy Stempowski, Telewizja Polska, Krakau 1994 (42 Minuten)